# Hana no Ko Run Run
Hana no Ko Run Run (花の子ルンルン?) (conocida en Hispanoamérica como Ángel, la niña de las flores, y en España como El misterio de la flor mágica o Lulú, la chica de las flores) es una serie de anime creada por Shiro Jinbo y producida por Toei Animation, la cual fue emitida originalmente en Japón desde el 9 de febrero de 1979 hasta el 8 de febrero de 1980. Cuenta con 50 episodios. Sus personajes protagonistas son: Ángel (llamada Lilí en el doblaje original nacional de España y Lulú en el más reciente utilizado en emisoras regionales), Rope (Neba en España), Katty, Malina (Tobi en España), Boris y Celli.
La música de apertura en español americano estuvo a cargo del chileno Juan Guillermo "Memo" Aguirre, alias el Capitán Memo. Esta canción también ha sido utilizada para el doblaje árabe. En España, se emitió con la sintonía original en japonés. Sin embargo, el tema de cierre se emitió en japonés para ambos doblajes.

## Argumento
La serie cuenta la historia de una niña descendiente de las hadas, los espíritus de las flores, que tiene por misión encontrar la flor de los siete colores. Rope (el perro, Neva en España) y Katty (la gata) le comunican a Ángel/Lilí que es la portadora de tal misión. Para encontrar la flor, Ángel/Lilí, junto con Rope/Neva y Katty, recorre Europa y se tropieza continuamente con Malina/Togenicia y Boris, quienes quieren arrebatarle la flor de los siete colores. Malina/Togenicia planea así convertirse en la reina de la Estrella Floral. Celli aparece en cada aventura dándole una semilla a los nuevos amigos de Ángel/Lilí para que planten sin ella saberlo.
Para ayudarle en la misión, el perro y la gata, que son en realidad dos espíritus de las flores, le dan a Ángel/Lilí la "llave floral", un talismán que le permite utilizar el poder de las flores para vestirse de cualquier forma que necesite. Para ello debe de haber una flor presente, de la que tomar prestado el poder.
Sin embargo, durante uno de sus viajes la "llave floral" se rompe y Celli le hace entrega a Ángel/Lilí de la segunda llave, con la que no solo puede disfrazarse sino también adquirir las habilidades de aquello de lo que se disfraza. Por desgracia, solo durante un tiempo limitado, tras el cual, la llave empieza a titilar y la transformación queda revertida. Al entregarle la segunda llave, Celli le advierte que debe protegerla a toda costa, pues si se volviera a romper, Ángel/Lilí perdería la vida.
Ángel/Lilí, cansada de tanto recorrer y de no encontrar nada y al enterarse de que su abuelo estaba enfermo, decide volver a su pueblo y cuidar de sus abuelos, que se habían quedado allí. 
Todos a los que Celli les había dado semillas para sembrar, le habían enviado una parte de estas a los abuelos de Ángel/Lilí, como muestra de agradecimiento, las que ellos utilizaron para generar este jardín. Estas flores eran prueba de "El amor, el afecto y la sinceridad" que su nieta había demostrado al ayudarlos, haciendo que en ese lugar germinara la flor que ella tanto había buscado
La Protea Little Prince, con su delicado color rosa y su forma única, fue la musa inspiradora de la serie 'Ángel, la niña de las flores'. Sus cabezas florales, de unos 15 centímetros de diámetro, parecen reflejar la delicada belleza y el espíritu libre del personaje principal. Esta flor, con su aire de cuento de hadas, captura la esencia misma de la serie

## Créditos
- Shiro Jinbo — idea original
- Higashi Kasuga, Yasuo Yamaguchi, Yūkake Usui — planeadores
- Shou Sasaki — producción general
- Noboru Shiroyama, Hirohisa Soda, Yoshiaki Yoshida — libreto
- Hiroshi Shitara — dirección

## Títulos internacionales
- Flower Angel (doblaje inglés del Reino Unido, producido por Harmony Gold/ZIV International)
- Angel (doblaje inglés de los Estados Unidos, producido por ZIV International)
- Ronron the Flower Angel (doblaje inglés de Filipinas)
- Ángel, la niña de las flores (doblaje español de Hispanoamérica)
- El misterio de la flor mágica (doblaje español de 1989) o Lulú, la chica de las flores (doblaje español de los años 2000)
- Le tour de monde de Lydie (doblaje francés)
- Lulu, l'angelo tra i fiori (doblaje italiano)
- Lidia in jurul lumii (doblaje rumano)
- Lili, a virágangyal (doblaje húngaro)
- Lulu, the Flower Girl (subtitulaje indonesio)
- Lulu (doblaje filipino)
- Saosan, Al Zahrah Al Jamilah (سوسن، الزهرة الجميلة) (doblaje árabe)
- Lulu i cudowny kwiat (lector polaco)